# Décès en 1299
Décès
- 1295
- 1296
- 1297
- 1298
- 1299
- 1300
- 1301
- 1302
- 1303

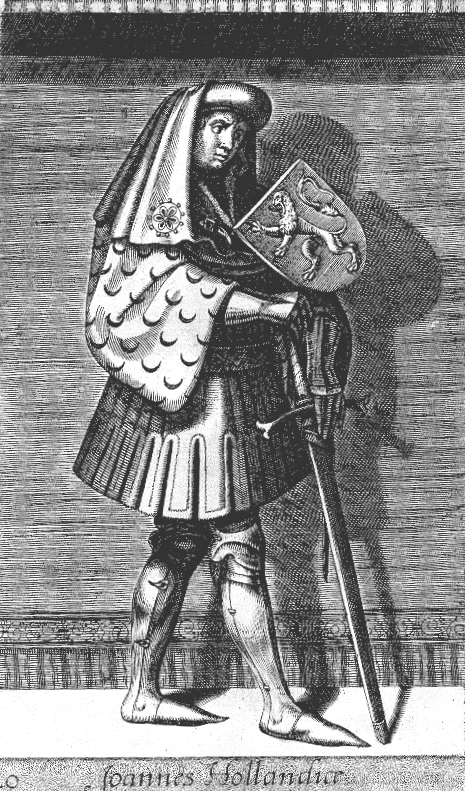
Jean Ier de Hollande, mort en 1299.

Cette page dresse une liste de personnalités mortes au cours de l'année 1299
- 10 mai : Kyawswa, un des derniers souverains du Royaume de Pagan, en Birmanie.
- 17 mai : Dovmont de Pskov, prince de Lituanie et chef militaire de la  République de Pskov.
- juillet : Othon V de Brandebourg, margrave de Brandebourg et régent du royaume de Bohême.
- 13 juillet : Éric II de Norvège, ou Eirik II Magnusson de Norvège Prestehatar,  roi de Norvège et d'Islande.
- 23 septembre : Nicolas l'Aide, cardinal français.
- 8 octobre : Jakuen, moine chinois zen, disciple de Rujing.
- 12 octobre : Jean II de Mecklembourg, coprince du Mecklembourg et seigneur de Gadebusch.
- 10 novembre : Jean Ier de Hollande, comte de Hollande
- décembre : 
  - Nogai Khan[1], important personnage parmi les Mongols de Russie.
  - Gonzalo García Gudiel, cardinal espagnol.
- 31 décembre : Marguerite d'Anjou, comtesse d'Anjou et du Maine.

- Marin Bocconio, conspirateur vénitien qui tente de renverser le Grand Conseil de Venise à l'aide de complices.
- Oderisi da Gubbio, peintre et un enlumineur italien.
- Guy III de Lévis, seigneur de Mirepoix.
- Frédéric de Lorraine, évêque d'Orléans.
- Géraud de Maulmont, chanoine du Puy, de Lyon, de Bourges, de Limoges, abbé du Dorat, chambrier du pape Boniface VIII.
- Olivier de Sutton, évêque de Lincoln.
- Lucie de Tripoli, comtesse de Tripoli et princesse titulaire d'Antioche.
- Henri II de Vaudémont, comte de Vaudémont.
- Eisō, roi des îles Ryūkyū.
- Al-Mansûr Husam ad-Dîn Lajin, sultan mamelouk bahrite d'Égypte.

date incertaine (fin de l'année 1299)
- Louis V de Chiny, comte de Chiny.

## Crédit d'auteurs
- Cet article est partiellement ou en totalité issu de l'article intitulé « 1299 » (voir la liste des auteurs).